# Cryptocellus sofiae
Espèce
Cryptocellus sofiae est une espèce de ricinules de la famille des Ricinoididae.

## Distribution
Cette espèce est endémique du département de Vichada en Colombie. Elle se rencontre dans le parc national naturel El Tuparro à Cumaribo.

## Description
Le mâle holotype mesure 3,06 mm et la femelle paratype 3,50 mm.

## Étymologie
Cette espèce est nommée en l'honneur de Sofia Carlosama Botero, la nièce de Ricardo Botero-Trujillo.

## Publication originale
- Botero-Trujillo, 2014 : A new Colombian species of Cryptocellus (Arachnida, Ricinulei), with notes on the taxonomy of the genus. Zootaxa, no 3814 (1), p. 121–132.